# Paul Egli
Paul Egli (ur. 18 sierpnia 1911 w Dürnten, zm. 23 stycznia 1997 tamże) – szwajcarski kolarz szosowy i przełajowy, czterokrotny medalista mistrzostw świata.

## Kariera
Pierwszy sukces w karierze Paul Egli osiągnął w 1932 roku, kiedy zdobył srebrny medal w wyścigu ze startu wspólnego amatorów podczas szosowych mistrzostw świata w Rzymie. W zawodach tych wyprzedził go jedynie Włoch Giuseppe Martano, a trzecie miejsce zajął Francuz Paul Chocque. Na rozgrywanych rok później mistrzostwach świata w Montlhéry był już najlepszy. Jeszcze w 1933 roku przeszedł na zawodowstwo. Kolejny medal wywalczył w 1937 roku, kiedy na mistrzostwach świata w Kopenhadze zajął trzecie miejsce ze startu wspólnego wśród zawodowców. Uległ tam tylko Belgowi Éloi Meulenbergowi i reprezentantowi Niemiec, Emilowi Kijewskiemu. Wywalczył także srebrny medal w tej konkurencji podczas mistrzostw świata w Valkenburgu w 1938 roku, gdzie przegrał tylko z Belgiem Marcelem Kintem. Ponadto w latach 1934, 1935 i 1942 wygrywał Mistrzostwa Zurychu, a w 1941 roku był najlepszy w Berner Rundfahrt. W 1936 roku wygrał etap w Tour de France i przez jeden dzień był posiadaczem żółtej koszulki lidera, ale ostatecznie wyścigu nie ukończył. Kilkakrotnie zdobywał medale mistrzostw kraju, w tym także w kolarstwie przełajowym. Nigdy nie wystąpił na igrzyskach olimpijskich. Jako zawodowiec startował w latach 1933-1947.

## Najważniejsze zwycięstwa i sukcesy
- 1932
  -  mistrzostwo kraju amatorów w wyścigu przełajowym
  - wicemistrzostwo świata amatorów w wyścigu ze startu wspólnego
- 1933
  - mistrzostwo świata amatorów w wyścigu ze startu wspólnego
- 1934
  - 1. Mistrzostwa Zurychu
  - etap w Tour de Suisse
- 1935
  - 1. Mistrzostwa Zurychu
  -  mistrzostwo kraju amatorów w wyścigu ze startu wspólnego
- 1936
  -  mistrzostwo kraju amatorów w wyścigu ze startu wspólnego
  - etap i żółta koszulka lidera (przez jeden dzień) w Tour de France
  - etap w Tour de Suisse
- 1937
  - 3. mistrzostwa świata zawodowców w wyścigu ze startu wspólnego
  - etap w Tour de Suisse
- 1938
  - wicemistrzostwo świata zawodowców w wyścigu ze startu wspólnego
- 1941
  - 1. Berner Rundfahrt
- 1942
  - 1. Mistrzostwa Zurychu